# Der Strick um den Hals
Der Strick um den Hals ist die Verfilmung des gleichnamigen Romans von Émile Gaboriau und wurde als Produktion des WDR im November 1975 in drei Teilen von der ARD ausgestrahlt. Es war eine Fortsetzung der erfolgreichen Zusammenarbeit des Regisseurs Wilhelm Semmelroth, des Drehbuchautors Herbert Asmodi und des Komponisten Hans Jönsson, die seit Beginn der 1970er Jahre begonnen hatten, Klassiker der frühen Kriminalliteratur für das Fernsehen zu adaptieren. Alle Innenaufnahmen wurden direkt mit Videotechnik realisiert, die Außenaufnahmen in herkömmlicher Filmtechnik. 2010 wurde der Film als DVD wieder veröffentlicht.

## Handlung
Im Jahr 1871 brennt nachts in dem Ort Sauveterre nahe Paris das Schloss des Grafen von Claudieuse, der während des Brandes durch zwei Schüsse, die von einem Unbekannten auf ihn abgegeben werden, schwer verletzt wird. Noch in der Tatnacht vernimmt der leitende Untersuchungsrichter Galpin den Grafen und seine Frau. Durch die Aussage des als schwachsinnig eingestuften Cocoleu, der von der Gräfin dazu ermutigt wird und der die Kinder des Ehepaares in Sicherheit gebracht hat, gerät der Nachbar, Jacques von Beaucoran, in Verdacht, Brandstifter und Schütze gewesen zu sein. Durch weitere Zeugen, und Indizien die bei der Durchsuchung seines Zimmers gefunden werden, erhärtet sich der Verdacht. Da Jacques von Beaucoran sich weigert, Erklärungen zu seiner Verteidigung abzugeben, wird er in Haft genommen. Seine Mutter, seine Verlobte Denise von Chandoré, deren Großvater und der Anwalt Folgat versuchen vergeblich, Beweise für seine Unschuld zu finden. Jacques von Beaucoran besteht darauf, nur seinen früheren Anwalt Maître Magloire ins Vertrauen zu ziehen. Ihm erzählt er die Geschichte seiner Liebesbeziehung zur Gräfin von Claudieuse. Dabei wird klar, dass die Gräfin in die Ehe mit ihrem Mann gezwungen wurde. Die Darstellung klingt für Magloire, vor allem wegen des tadellosen Rufes der Gräfin, äußerst unglaubwürdig und er lehnt es ab, die Verteidigung zu übernehmen. Daraufhin unternimmt Jacques von Beaucoran im Gefängnis einen Selbstmordversuch, der aber scheitert. Jetzt glaubt Magloire die Geschichte und man engagiert den früheren Polizisten Goudar, um Beweise zu finden. Als Landstreicher verkleidet, lässt sich Goudar in die Anstalt bringen, in der Cocoleu einsitzt. Durch die Hilfe von Dr. Seinebos gelingt es ihm, in die Zelle von Cocoleu gelegt zu werden. Denise von Chandoré besucht ihren Verlobten im Gefängnis, bringt ihm Geld und versucht, ihn zur Flucht zu überreden. Jacques von Beaucoran nimmt das Geld an. Statt zu fliehen, besticht er den Gefängniswärter, der ihn für einige Stunden auf freien Fuß setzen soll. Jacques besucht nachts seine frühere Geliebte, um sie als Zeugin für seine Geschichte zu gewinnen. Bei dieser Unterredung macht ihm die Gräfin klar, dass sie ihn keiner Anderen überlassen wird. Der Ehemann, Graf von Claudieuse, der durch die Schüsse todkrank ist, belauscht die Unterhaltung des Paares und beschließt, die Aussage zu machen, dass er Jacques von Beaucoran in der Tatnacht erkannt hätte. Damit würde der Verdächtige auf jeden Fall verurteilt werden. Der Graf lässt den Untersuchungsrichter und den Staatsanwalt benachrichtigen. Das Paar entdeckt den Grafen bei seiner Lauschaktion. Bei einem Handgemenge stürzt er eine Treppe hinunter. In dieser verzweifelten Situation überzeugt Jacques von Beaucoran die Gräfin, dass er sie immer noch liebt und mit ihr fliehen wolle. Die Gräfin glaubt ihm und verlässt fluchtartig das Haus. Als der Graf diesen Verrat seiner Frau erkennt, widerruft er auf dem Totenbett seine Aussage. Am nächsten Tag erscheinen Magloire und Goudar beim Untersuchungsrichter, der glaubt, dass Jacques von Beaucoran ebenfalls geflohen ist. Magloire erklärt, dass er den Aufenthaltsort seines Mandanten kennen würde und Beweise für seine Unschuld hätte. Als Schütze und Brandstifter wird Cocoleu entlarvt, der die Gräfin aus dem Gefängnis ihrer Ehe befreien wollte. Während der gemeinsamen Zeit in der Zelle war es Goudar gelungen, ihm ein entsprechendes Geständnis zu entlocken. Untersuchungsrichter Galpin muss seine Aufstiegsambitionen begraben und Jacques von Beaucoran wird seine Verlobte heiraten.